# 隆头镇
隆头镇，是中华人民共和国湖南省湘西土家族苗族自治州龙山县下辖的一个乡镇级行政单位。

## 行政区划
隆头镇下辖以下地区：
大河社区、联合村、庆口村、捞田村、水坝村、杉树村、新双村、隆头村、光明村和大溪村。